# Baden Powell (guitarrista)
Baden Powell d'Aquino (6 d'agost de 1937 - 26 de setembre de 2000), conegut professionalment com a Baden Powell, va ser un guitarrista brasiler. Va combinar tècniques clàssiques amb harmonies populars i swing. Va tocar molts estils, inclosos bossa nova, samba, jazz brasiler, jazz llatí i MPB. Va actuar a l'escenari durant la major part de la seva vida. Powell va compondre moltes peces per a guitarra, com ara "Abração em Madrid", "Braziliense", "Canto de Ossanha", "Casa Velha", "Consolação", "Horizon", "Imagem", "Lotus", "Samba", "Samba Triste", "Simplement", "Tristeza e solidão" i "Xangô".

## Biografia
Baden Powell d'Aquino va néixer a Varre-Sai, a Rio de Janeiro, Brasil. El seu pare, un entusiasta de l'escoltisme, el va batejar amb el nom de Robert Baden-Powell. Quan tenia tres mesos, la seva família es va traslladar al barri de São Cristóvão, a la perifèria de Rio. La seva casa va ser una parada per a músics populars durant els seus anys de formació. Va començar classes de guitarra amb Jayme Florence, un famós guitarrista de xoro als anys quaranta. Aviat es va demostrar un jove virtuós, ja que havia guanyat moltes competicions de talent abans de ser adolescent. Als quinze anys tocava professionalment, acompanyant a cantants i grups de diversos estils. El swing i el jazz el fascinaven, però les seves influències principals foren el cànon de guitarra brasiler.
El 1955, Powell va tocar amb l'Orquestra Steve Bernard al Boite Plaza, una discoteca del Plaza Hotel de Rio, on la seva habilitat va cridar l'atenció del trio de jazz que tocava al vestíbul del Plaza Bar. Quan Ed Lincoln necessitava formar un nou trio, va demanar a Powell que s'unís a la guitarra per convertir-se en l'Hotel Plaza Trio. Powell va incorporar Luiz Marinho al baix i un quart membre del "trio": Claudette Soares a la veu. Powell, Lincoln i els seus joves amics músics van participar en jam sessions after hours, guanyant notorietat en la creixent escena del jazz brasiler.
Powell va aconseguir més fama el 1959 convencent a Billy Blanco, un cantant i compositor consolidat, perquè posés lletres a una de les composicions de Baden. El resultat es va anomenar "Samba Triste" i ràpidament va tenir molt d'èxit. Ha estat versionat per molts artistes, inclosos Stan Getz i Charlie Byrd en el seu LP LP Jazz Samba.
El 1962, Powell va conèixer el poeta-diplomàtic Vinicius de Moraes i va iniciar una col·laboració que va donar clàssics de la música brasilera dels anys seixanta. Tot i que la bossa nova era el so que predominava en aquell moment, Baden i Vinicius volien combinar la samba amb formes afro-brasileres com el candomblé, la umbanda i la capoeira. El 1966 van llançar Os Afro-Sambas de Baden e Vinicius.
Powell va estudiar harmonia avançada amb Moacir Santos i va publicar enregistraments als segells brasilers Elenco Records i Forma, així com al segell francès Barclay i el segell alemany MPS / Saba (en particular, el seu Tristeza de guitarra de 1966). Va ser el guitarrista de la casa d'Elenco i del programa de televisió de la cantant Elis Regina O Fino da Bossa.
El 1968 Powell es va unir al poeta Paulo César Pinheiro i va produir una altra sèrie de música d'inspiració afro-brasilera, publicada el 1970 com Os Cantores da Lapinha.

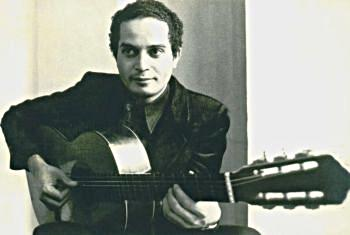
Baden Powell el 1971

Powell va visitar i va fer gires per Europa amb freqüència als anys seixanta, traslladant-se definitivament a França el 1968.
Als anys setanta va publicar discos amb segells a Europa i Brasil. El 1981, durant quatre setmanes, va estar a l'escenari del Palais des glaces de París com a guitarrista i cantant. Tanmateix, va tenir problemes de salut i va passar els anys vuitanta jubilat entre França i Alemanya. Als anys noranta, ell i la seva família es van traslladar de nou al Brasil, on va continuar enregistrant i actuant. El reconeixement públic de la seva obra es va produir aleshores al Brasil.
A finals dels anys noranta es va convertir a la fe evangèlica, a la qual acredita superar les seves llargues addiccions a l'alcohol i el tabac. Va caure malalt terminal el 2000 i va morir de pneumònia provocada per la diabetis el 26 de setembre de 2000, a Rio de Janeiro.
És el pare de pianista Philippe Baden Powell de Aquino i el guitarrista Louis Marcel Powell de Aquino.

## Estil interpretatiu
Baden Powell va decidir als 19 anys deixar de tocar la guitarra elèctrica, preferint concentrar-se en la guitarra clàssica la resta de la seva carrera. Va gravar una sèrie d'àlbums amb una guitarra saxona de cordes d'acer que li havien deixat.
L'anàlisi del seu repertori revela una àmplia gamma d'interessos. Abastava tots els modismes de la música popular brasilera del segle XX: samba, bossa nova, música ritual afro-bahiana, frevo, xoro i música Sertão del nord-est, i fins i tot cançons de bressol europees i japoneses. Com la majoria de músics que van créixer als anys quaranta i cinquanta, va estar profundament influït pel jazz, especialment el bebop i el swing. Va cobrir "Round Midnight" de Thelonious Monk en dos enregistraments, i "All the Things You Are" de Jerome Kern en tres ocasions (inclòs el seu primer àlbum en solitari).
Aquesta educació es reflecteix en el seu estil interpretatiu, que mostra una fusió d'harmonies de jazz i tècnica de guitarra clàssica, amb una mà dreta molt brasilera (la que porta el ritme a la guitarra). En música clàssica en solitari, va dominar les obres de Tàrrega i Bach. Quan tocava en un grup, era capaç d'acompanyar els cantants amb un domini tranquil, o de deixar anar i tocar la samba de carrer amb un estil descuidat de “festa” com si la guitarra fos un altre instrument de percussió. Com Monk, li agradava el segon interval menor com una manera de "doblegar" la tonalitat. No obstant això, a causa del seu bagatge jazzístic, poques vegades doblegaria físicament la corda, preferint tocar el segon menor utilitzant una corda oberta adjacent. Els estudiants del seu estil haurien de tenir en compte aquesta preferència per al voicing que presenten extensions a les cordes obertes com a forma de puntuar passatges. Altres expressions que cal tenir en compte són les infinites variacions de ritme que toca la mà dreta, sempre dins de la mètrica de la samva, així com la seva tendència a posar la seva "signatura" en una escala descendent ràpida amb un arpegi ascendent (més lent) en la tonalitat relativa. També feia servir melodies vocals i cant scat, sovint a l'uníson amb la línia melòdica (sobretot quan la melodia es cantava a les cordes baixes de la guitarra).
Les seves influències foren el seu primer mestre "Meira" (Jayme Florence, 1909-1982), Dilermando Reis (1916-1977) i Garoto (Anibal Augusto Sardinha, 1915-1955). També va comentar sobre la influència de l'obra de Les Paul (1915-2009), Django Reinhardt (1910-1953) i Jacques Loussier (1934-2019).

## Discografia
Baden Powell va aparèixer per primera vegada com a acompanyant en alguns enregistraments de big band i samba dels anys cinquanta. Va gravar el seu primer disc en solitari el 1959, però es va publicar el 1961. El seu primer i segon àlbum contenen estàndards de jazz, música popular brasilera de l'època i composicions originals. El 1962 va gravar amb el flautista Herbie Mann i el bateria Jimmy Pratt. El 1963 va dirigir petites formacions al Brasil i França. Els segells francesos Barclay i Festival van publicar molts dels seus enregistraments. A Alemanya, MPS / Saba va publicar el seu treball amb el productor Joachim Berendt. Al Brasil, va gravar per a Elenco Records, Forma i la filial brasilera de Philips Records. Després d'uns quants nous llançaments als anys vuitanta, Powell va tornar als estudis de gravació del Brasil durant els seus darrers anys. Els seus darrers enregistraments consisteixen en guitarra solista o veu i guitarra.

### Àlbums
| Title                                                                            | Release | Label                                                          | Notes |
| -------------------------------------------------------------------------------- | ------- | -------------------------------------------------------------- | --- |
| Apresentando Baden Powell e Seu Violão                                           | 1961    | Philips (Br)                                                   | amb Carlos Monteiro de Souza i la seva orquestra. Produït per Baden Powell                                   |
| Um Violão na Madrugada                                                           | 1961    | Philips                                                        | amb Carlos Monteiro de Souza i la seva orquestra. Produït per Armando Pittigliani                            |
| Baden Powell Swings with Jimmy Pratt                                             | 1963    | Elenco                                                         | amb banda dirigida per Jimmy Pratt a la bateria. Produït per Aloysio de Oliveira                             |
| À Vontade                                                                        | 1963    | Elenco (Br)                                                    | amb flauta, tambors i percussió. Produït per Oliveira                                                        |
| Le Monde Musical de Baden Powell, also released as Fresh Winds                   | 1964    | Barclay (F), United Artists (US)                               | amb trio i orquestra dirigits per Paul Mauriat, enregistrat a Paris. Produït per Jacques Lubin               |
| Billy Nencioli + Baden Powell                                                    | 1965    | Barclay/Polygram                                               | Amb el cantant francès Nencioli i banda i cordes. Música de Powell                                           |
| Os Afro Sambas de Baden e Vinicius                                               | 1966    | Forma (Br)                                                     | amb Vinícius de Moraes, Quarteto em Cy, trompes i percussió. Produït per Roberto Quartin i Wadi Gebara Netto |
| Tempo Feliz                                                                      | 1966    | Forma/Polygram                                                 | amb trio feat. Mauricio Einhorn a l'harmònica. Produït per Quartin i Gebara Netto                            |
| Ao Vivo no Teatro Santa Rosa                                                     | 1966    | Elenco                                                         | live, amb trio feat. Oscar Castro-Neves al piano. Produït per Oliveira                                       |
| Tristeza on Guitar                                                               | 1966    | MPS/Saba                                                       | solo i amb trio. Produït per Joachim-Ernst Berendt i Gebara Netto                                            |
| O Som de Baden Powell                                                            | 1968    | Elenco                                                         | amb Copinha a la flauta i secció rítmica. Produït per Berendt i Gebara Netto                                 |
| Os Originais do Samba - Show / Recital                                           | 1968    | Philips                                                        | live, amb trio, amb el cantant Márcia i Originais do Samba                                                   |
| Poema on Guitar                                                                  | 1968    | MPS/Saba                                                       | quartet amb Eberhard Weber, Charly Antolini i el flautista Sidney Smith. Produït Berendt                     |
| 27 Horas d'Estúdio, també coneguda com Aquarelles du Bresil                      | 1969    | Elenco                                                         | solo, amb trio i secció de cordes. Produït per João Mello                                                    |
| Le Monde Musical de Baden Powell, Vol. 2                                         | 1969    | Barclay                                                        | arranjat i dirigit pel trompetista Ivan Jullien. Direcció musicali producció per Lubin                       |
| Os Cantores da Lapinha (As Musicas de Baden Powell e Paulo Cesar Pinheiro)       | 1970    | Elenco                                                         | |
| Baden Powell Quartet, Vols. 1-3                                                  | 1970    | Barclay                                                        | compilació, capsa de 3-LP                                                                                    |
| Live in Japan, also re-rel. as Face au Public and Gravado ao vivo em Paris[sic!] | 1971    | Barclay                                                        | life, amb trio                                                                                               |
| Canto on Guitar                                                                  | 1971    | MPS/Saba                                                       | amb trio |
| Estudos                                                                          | 1971    | Elenco, MPS/BASF                                               | |
| Solitude on Guitar                                                               | 1971    | CBS (G)                                                        | |
| É de Lei                                                                         | 1972    | Philips                                                        | |
| Images on Guitar                                                                 | 1973    | MPS/BASF, Canyon (Jp)                                          | live |
| L'Âme de Baden Powell                                                            | 1973    | Festival (F), Imagem (Br)                                      | amb trio i la cantant Janine de Waleyne                                                                      |
| La Grande Réunion                                                                | 1974    | Festival                                                       | amb Stéphane Grappelli                                                                                       |
| Grandezza on Guitar                                                              | 1974    | CBS (Nl)                                                       | amb Herb Geller i Eberhard Weber                                                                             |
| Estudos                                                                          | 1974    | MPS/Saba                                                       | |
| Apaixonado                                                                       | 1975    | MPS/Saba                                                       | |
| Baden Powell + Cordes - Mélancolie                                               | 1975    | Festival                                                       | amb Janine de Waleyne i secció de cordes                                                                     |
| Baden Powell canta Vinicius de Moraes e Paolo Cesar Pinheiro                     | 1977    | Festival                                                       | |
| Baden Powell                                                                     | 1978    | Musidisc (F)                                                   | compilació, capsa de 4-LP, amb trio i amb Janine de Waleyne                                                  |
| Nosso Baden, also re-rel. asSimplesmente                                         | 1980    | Atlantic/WEA (Br)                                              | amb percussió del grup Originais do Samba                                                                    |
| De Baden para Vinicius                                                           | 1981    | WEA                                                            | live |
| Felicidades, also re-rel. as Live in Hamburg and Felicidade                      | 1983    | Pläne (G), Iris/Kardum (F)                                     | live |
| Violão em Brasileira re-rel. as Rio das Valsas and Seresta Brasileira            | 1988    | Idéia Livre (Br), Caju (Br/Jp), JSL (F), Milestone (US) et al. | |
| At the Rio Jazz Club                                                             | 1990    | Caju                                                           | live |
| Os Afro Sambas                                                                   | 1990    | Banco BMC (Br)                                                 | re-enregistrament de l'àlbum de 1966, de nou amb Quarteto em Cy, veus per Powell                             |
| The Frankfurt Opera Concert 1975                                                 | 1992    | Tropical Music (G/Jp)                                          | live, amb trio                                                                                               |
| Three Originals                                                                  | 1993    | MPS/Polygram                                                   | compilació                                                                                                   |
| Live in Rio                                                                      | 1994    | Kuarup (Br)                                                    | live, trio amb els seus fills                                                                                |
| Décembre 94 de Rio à Paris                                                       | 1995    | Frémeaux & Associés (F)                                        | |
| Live in Montreux, 22 Juillet 1995                                                | 1996    | Frémeaux & Associés                                            | live |
| Baden Live à Bruxelles                                                           | 1999    | Lua (Br), Sunnyside (US)                                       | live |
| Lembranças                                                                       | 2000    | Trama (Br)                                                     | solo amb orquestra de percussió i flauta                                                                     |
| Baden Powell de Aquino                                                           | 2001    | Iris                                                           | compilació, 2-CDs i un CD-ROM                                                                                |
| O Universo Musical de Baden Powell                                               | 2002    | Universal, Sunnyside                                           | compilació, 2-CD amb enregistraments de 1964-1977                                                            |
| Samba in Prelúdio - Quand tu t'en vas                                            | 2002    | Frémeaux & Associés                                            | amb Benjamin Legrand i Philippe Baden Powell                                                                 |
| Frémeaux and Associates Recordings 1994-1996                                     | 2003    | Frémeaux & Associés                                            | compilació                                                                                                   |
| Baden Powell                                                                     | 2003    | Universal                                                      | compilació, capsa de 13-CD amb enregistraments de 1961-1972                                                  |